# Maria Pia Arcangeli
Maria Pia Arcangeli (Milano, 23 gennaio 1918 – Merano, 12 dicembre 1999) è stata un'attrice teatrale e cantante italiana.

## Biografia
Nel 1939 partecipò all’ora del dilettante, un concorso per esordienti indetto dall'EIAR, e con il brano in dialetto milanese Lassa pur ch'el mund el disa si aggiudicò un contratto radiofonico annuale. Debuttò a teatro come componente dell'Orchestra Barzizza nella rivista Viva la radio. Successivamente divenne primadonna nella compagnia teatrale di Nuto Navarrini, e nel 1941 ottenne grande successo con la canzone La fondeghera, lanciata nella rivista Noi ricchi dove recitava al fianco di Nino Taranto. Tra il 1942 e il 1944 fu protagonista delle commedie Felicita Colombo, Nonna Felicita e La gagarella del Biffi Scala, e prese parte alla rivista Una notte al Madera.
Nel dopoguerra prese ancora parte a numerosi spettacoli teatrali, lavorando tra gli altri con Walter Chiari, Ugo Tognazzi e Alberto Lionello, e cimentandosi anche nel cabaret al Derby Club. Fu anche primattrice nella compagnia di Piero Mazzarella dal 1968 al 1974. Nel 1975 fu nel cast della miniserie televisiva Quello della porta accanto, diretta da Stefano De Stefani.
Prese parte a numerose edizioni del Festival della Canzone Milanese, e dal 1977 al 1989 fu conduttrice di diversi programmi su Radio Meneghina.
Fu sposata con l'attore Carlo Minello, e nel 1946 diede alla luce il futuro paroliere Cristiano Minellono.